# プジョー・トゥアレグ
プジョー・トゥアレグ (Peugeot Touareg) は1996年にプジョーが発表されたコンセプトカーである。

## 概要
トゥアレグは、ニッケル/金属水素電池を搭載した全地形対応車で、オルタネーターを搭載した小型ガソリンエンジン「レンジエクステンダー」を発電機として搭載している。トゥアレグにはオープンモデルで、ルーフが取り付けられていない。
車両が減速しエンジンブレーキが作動すると、エンジンは少量のガソリンでバッテリーに充電を行う。
シャーシはカーボンでできており、ボディは成形プラスチックで作られている。
最高速度は114km/hで、0-50km/hは3秒、0-80km/hは9秒。

## 参照
1. ↑  https://www.galerie-roger-viollet.fr/en/photo-blue-peugeot-touareg-parked-in-a-car-park-in-1396782-768519008
2. ↑  http://www.conceptcars-peugeot.com/peugeot-touareg/
3. ↑  http://www.diseno-art.com/encyclopedia/concept_cars/peugeot_touareg.html
4. ↑  https://www.allcarindex.com/concept/france/peugeot/touareg/